# 2-sec-ブチル-3-メトキシピラジン
2-sec-ブチル-3-メトキシピラジン（2-セカンダリ-ブチル-3-メトキシピラジン、英: 2-sec-Butyl-3-methoxypyrazine）は、ピラジンの誘導体の一種である。天然には一部の野菜類などに含まれ香気成分として重要な役割を持つ。消防法による第4類危険物 第3石油類に該当する。

## 存在
モヤシ、ニンジン、ミョウガ、アスパラガス、セロリ、キュウリ、豆類

## 用途
モヤシのフレーバーとしてインスタントラーメン向けの需要が大きい。汁粉などアズキ食品の風味改善にも用いられる。